# Cereopsius quaestor
Cereopsius quaestor là một loài bọ cánh cứng trong họ Cerambycidae.